# Bringolo
Bringolo é uma comuna francesa na região administrativa da Bretanha, no departamento Côtes-d'Armor. Estende-se por uma área de 9,41 km². Em 2010 a comuna tinha 491 habitantes (densidade: 52,2 hab./km²).